# Bellandais
Bellandais ist eine Anfang des 20. Jahrhunderts durch den französischen Züchter Albert Seibel gezüchtete Rotweinsorte. Sie ist eine Kreuzung zwischen Seibel 6468 und Seibel 5455 und gehört zur großen Familie der Seibel-Reben. Es handelt sich dabei um eine überaus komplexe Züchtung in der Gene der Wildreben Vitis labrusca, Vitis rupestris, Vitis aestivalis, Vitis cinerea, Vitis berlandieri und Vitis vinifera vorhanden sind. Im Jahr 1960 betrug die bestockte Rebfläche in Frankreich 105 Hektar.
Bellandais treibt spät aus, mit guter Pilzresistenz gegen den Mehltau (Echter Mehltau und Falscher Mehltau der Weinrebe) wie auch gegen Botrytis cinerea. Anfällig ist sie dagegen gegen Fäulnis. Je nach Ausbau entsteht ein hellroter, einfacher Wein, der einen unangenehmen Fox-Ton aufweist. Der Wein wird daher meist nur im Verschnitt mit anderen Rebsorten verwendet. Kleine Rebflächen sind Bulgarien und Italien bekannt.
Da sie eine Hybridrebe ist, wurde der Anbau in der EU in den 1950er Jahren verboten und darf nur im Versuchsanbau angebaut werden. Bellandais besitzt zwittrige Blüten und ist somit selbstfruchtend. Beim Weinbau wird der ökonomische Nachteil vermieden, keinen Ertrag liefernde, männliche Pflanzen anbauen zu müssen.
Synonym: S 14596, Seibel 14596 oder Seibel 14.596
Abstammung: Seibel 6468 × Plantet (Seibel 5455)